# Magnaghi (A 5303)
Le Magnaghi (A 5303) est le premier navire océanographique conçu et construit en Italie pour la Marina militare. Il porte le nom de l'amiral Giovan Battista Magnaghi (it).

## Histoire
L'unité a été construite dans le chantier naval Riuniti de Riva Trigoso et a été livrée à la Marine le 2 mai 1975. Le navire a été modernisé en 1990/91. Le navire est employé par la CINCNAV (it), le commandement des forces auxiliaires de La Spezia, mais du point de vue technique, il dépend de l'Institut hydrographique de la marina (it) de Gênes.
Le navire est équipé pour les tâches océanographiques avec des équipements hydrographiques, océanographiques, de radionavigation, de précision et de traitement de données. Sa structure comprend un pont élevé avec un petit mât arrière et une cheminée, une longue superstructure avec deux lances de chaque côté et enfin la plate-forme d'hélicoptère avec un pont d'envol sans hangar pour permettre l'installation d'un hélicoptère Bell 212 à l'origine.
Le navire a été le premier à être construit, en Italie, spécifiquement pour le rôle océanographique. Il est entouré de deux dragueurs de mines de la classe Legni Mirto et Pioppo adaptés et équipés pour ce type de tâche. Il est équipé de trois bateaux pour les études hydrographiques côtières équipés d'un sondeur, d'un bateau pour les levés portuaires et de deux canots pneumatiques.

## Galerie

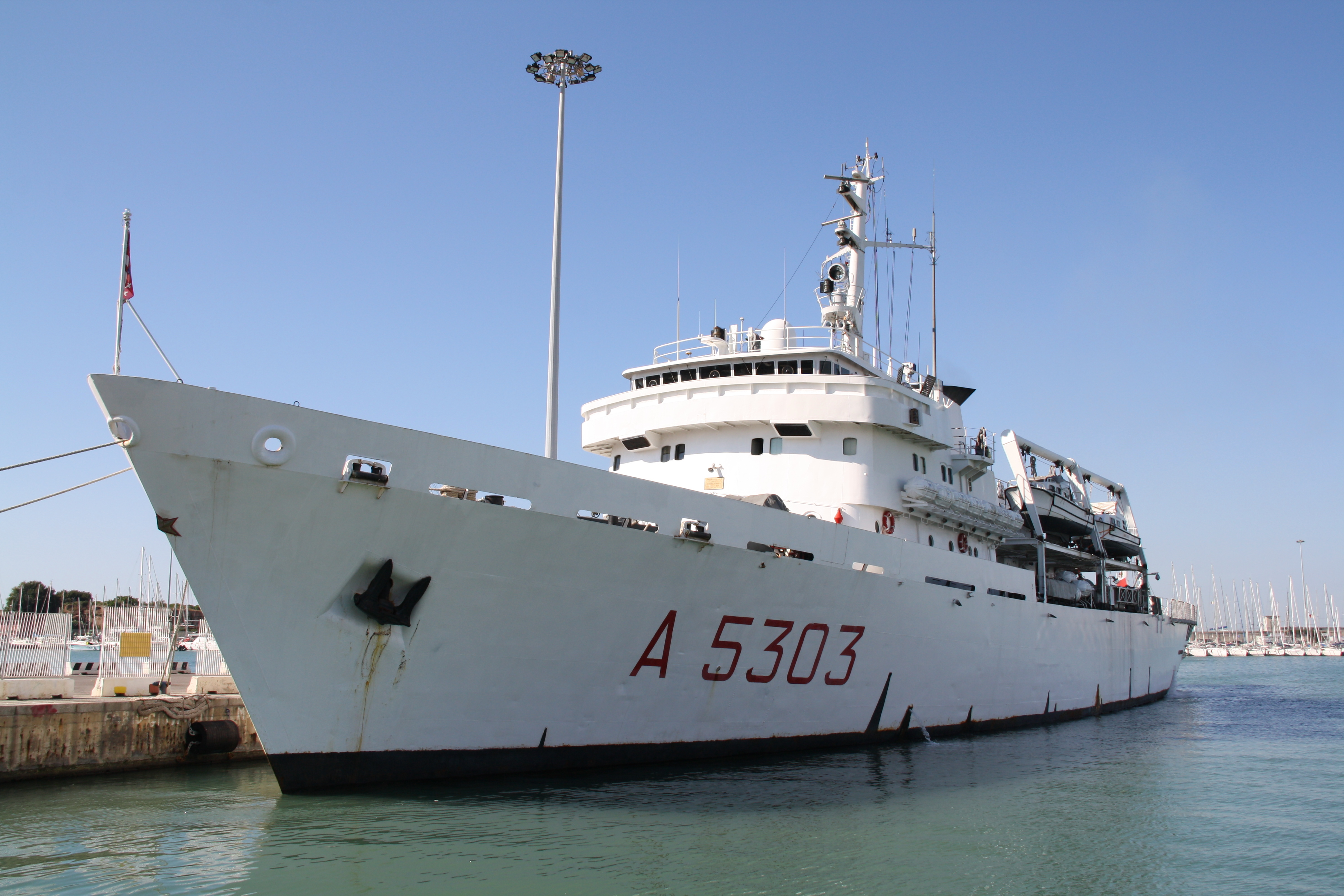
Magnaghi
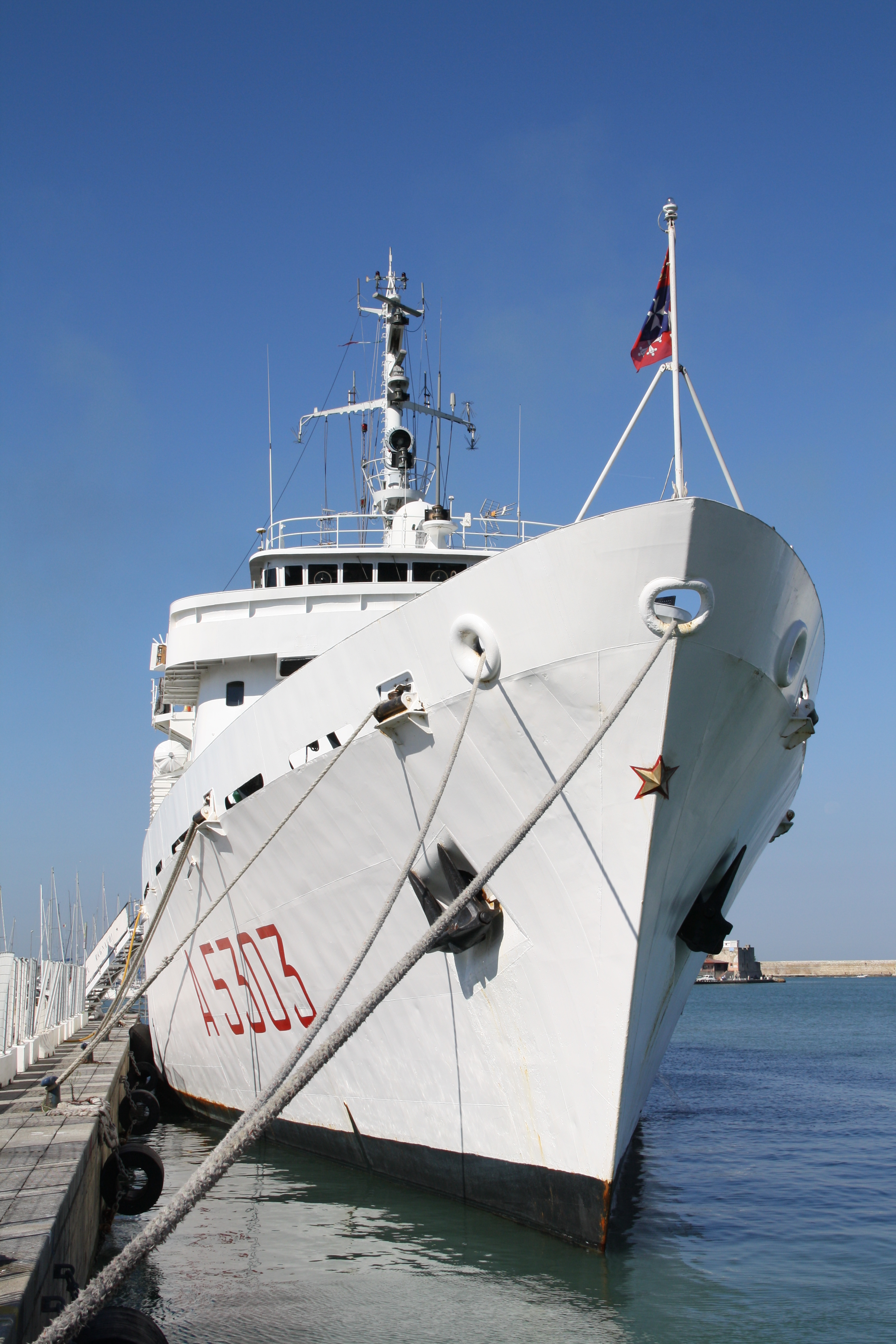
Magnaghi
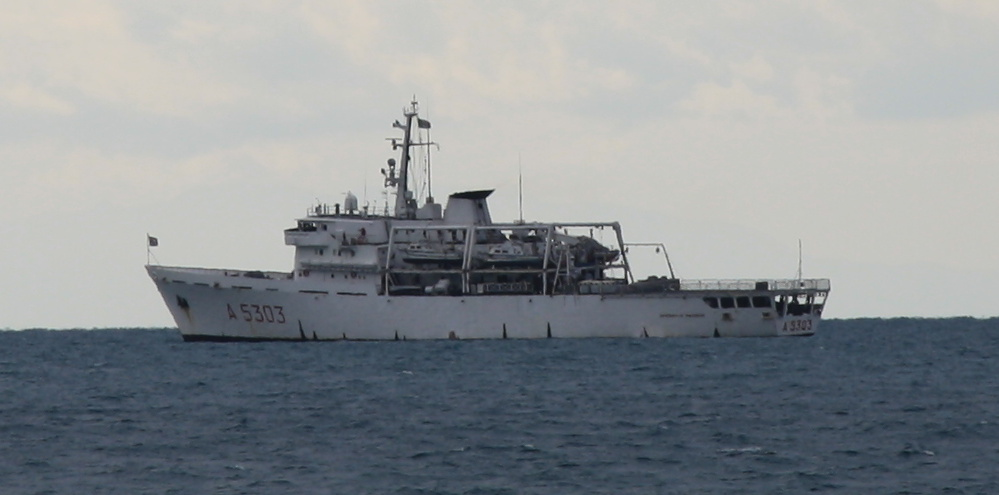
Magnaghi

### Note et référence
- (it) Cet article est partiellement ou en totalité issu de l’article de Wikipédia en italien intitulé « Magnaghi (A 5303) » (voir la liste des auteurs).